# Cockerelliella rhodamniae
Cockerelliella rhodamniae là một loài côn trùng cánh nửa trong họ Aleyrodidae, phân họ Aleyrodinae.
Cockerelliella rhodamniae được Corbett miêu tả khoa học đầu tiên năm 1935.